# Capilaroscopia

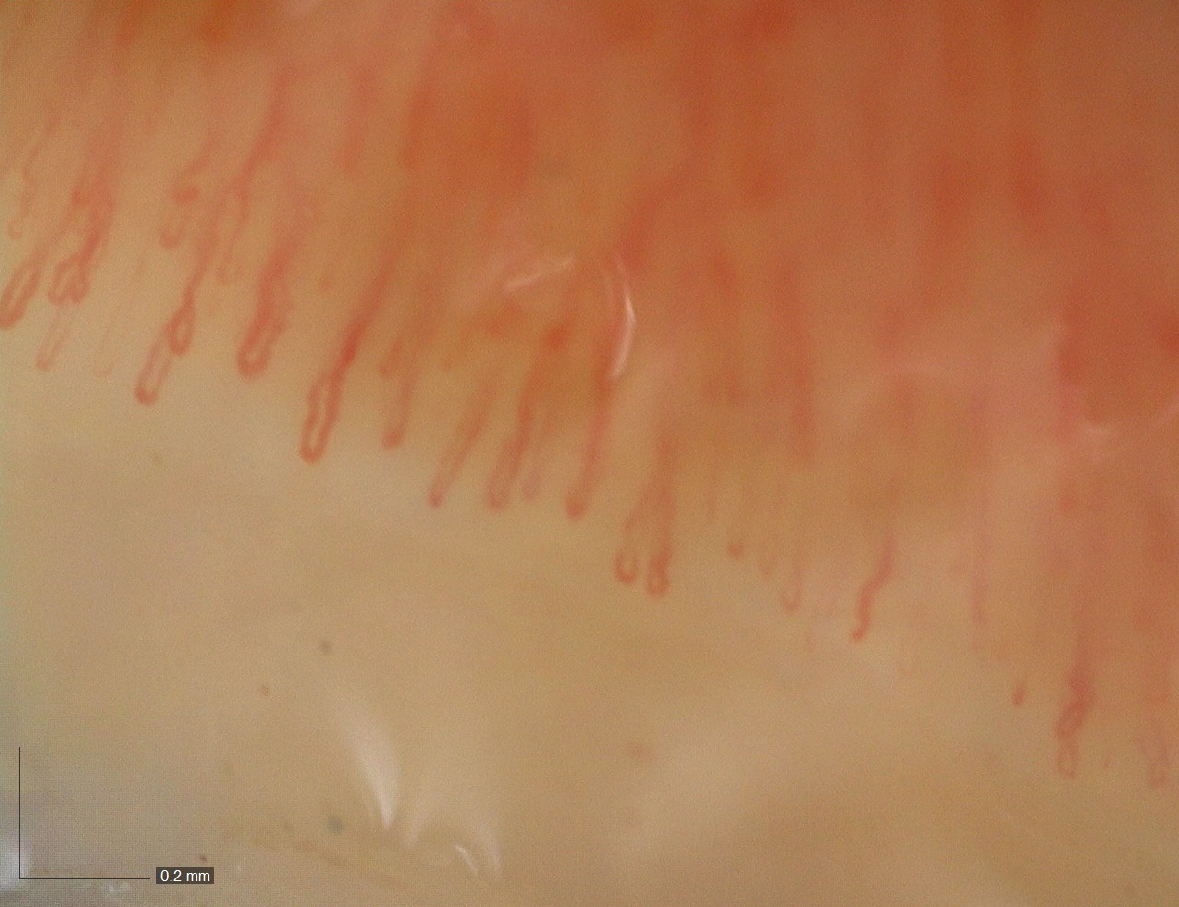
Visualización de Capilares sanguíneos por Capilaroscopía.

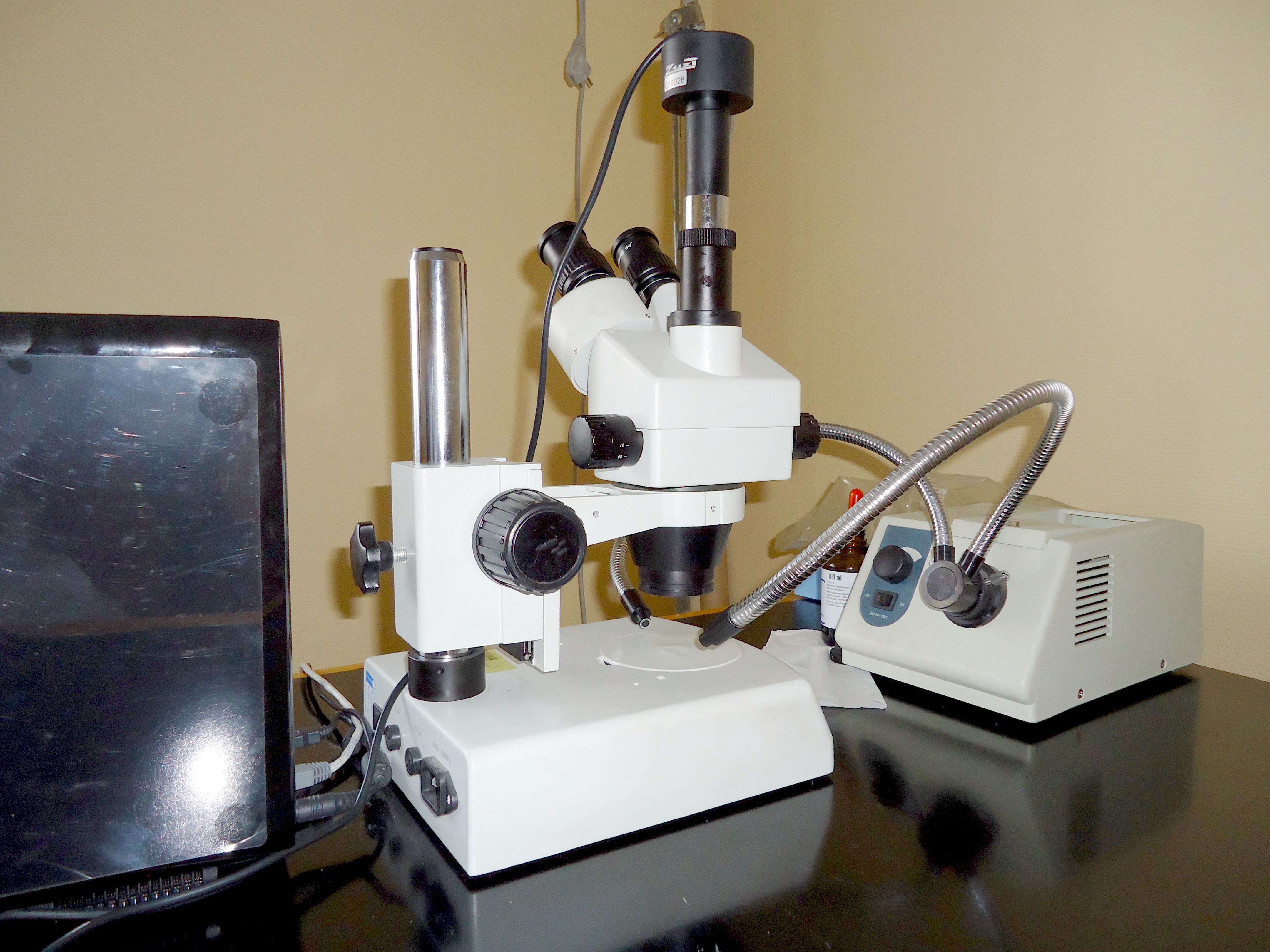
Un estereomicroscopio trinocular con una cámara digital instalada empleado en videocapilaroscopia del lecho ungueal

La capilaroscopía es una técnica diagnóstica para el estudio de los capilares. Su uso inicialmente fue empleado en el estudio del Fenómeno de Raynaud y de enfermedades reumatológicas de tipo autoinmune sistémico.

Es una técnica no invasiva, Inocua, fácil de realizar y bajo costo, que se puede constituir como un tamizaje que permite la observación in vivo del estado del tejido del metabolismo de la persona la micro circulación capilar y diversos estados anormales del paciente.
HISTORIA DE LA CAPILAROSCOPÍA:
La historia de la capilaroscopía es muy compleja, ya que propiamente no se habla de esta técnica sino hasta la década de los ochenta, sin embargo, puede hablarse de la historia del estudio de los capilares, donde diversos investigadores han aportado sus descubrimientos para concluir en lo que hoy conocemos como capilaroscopía a saber.
- Marcelo Malpighi descubrió por primera vez los capilares en el año 1661, mediante un microscopio con lentes convexos, descubre estructuras en forma de tubos o canales llamados capilares.
- Ernest Starling, August Krogh y Eugine Landis describieron las estructuras de los capilares.
- En 1663 Johan Christophorus Kolhaus fue el primero en observar los capilares a nivel del lecho ungueal.
- Giovanni Rasori fue el primero en describir las alteraciones capilaroscópicas mediante una lupa.
- Hutchinson en 1901 fue el primero en distinguir el fenómeno de Raynaud.
- Lombard en 1911 crea la técnica de observación
- Weiss en 1916 fue quien estandarizó las técnicas capilaroscópicas y obtuvo las primeras imágenes utilizando una cámara.
- Hail y Waller entre 1930 y 1940 observaron los capilares en las membranas interdigitales de ranas.
- Maricq en el año 1973 las ventajas de esta técnica y describía los detalles morfológicos conocidos en la actualidad como patrón Spencer-Green en 1998 realizó un metaanálisis en el cual, estudió la frecuencia y los predictores de transición a enfermedades secundarias.
- En 1998 Maurizio Cutolo descubre las fases del daño Microvascular.[2]
- En el año 2001 el American College of Rheumatology (ACR), incluye a la capilaroscopía en los criterios diagnósticos de la esclerodermia.
- En el año 2013 la European League Against Rheumatism (EULAR) también incluyó a la capilaroscopía en los criterios diagnósticos de la esclerodermia.

## Usos de la Capilaroscopía
Este estudio, fue utilizado en un principio por la angiología, para ver los vasos capilares.